# جوناثان كرامر
جوناثان كرامر (بالإنجليزية: Jonathan Kramer)‏ هو عالم موسيقى وملحن أمريكي، ولد في 7 ديسمبر 1942، وتوفي في 3 يونيو 2004.

## وصلات خارجية
- جوناثان كرامر على موقع ميوزك برينز (الإنجليزية)
- جوناثان كرامر على موقع أول ميوزيك (الإنجليزية)